# 모기 슈
모기 슈(일본어: 茂木 秀, 1999년 1월 15일~)는 일본의 축구 선수이다.

## 구단 경력
2017년 J1리그의 세레소 오사카에 입단하였다. 2021년부터 2022년까지 FC 마치다 젤비아, 미토 홀리호크, FC 이마바리에서 뛰었다. 2023년 J3리그의 FC 기후로 이적했다.

## 국가대표팀 경력
그는 2019년 FIFA U-20 월드컵에 참가할 일본 U-20 국가대표팀에 선발되었으나 경기에 출전하지는 못하였다.